# 癒合
癒合（ゆごう）とは、生物組織（皮膚・筋肉・骨など）において、直近で分かれていた同士が接着し、固着に至ることを指す。
また、切断により分かれた組織同士が、接着の働きにより、切断面を消しながら、元に復すことを指す。例えば、傷が治って傷口がふさがること。骨折した骨が正しくつながること、などである。
なお、異なる組織が接着し、不本意な状態となることは、癒着と呼ぶ。